# Anton von Vieregg

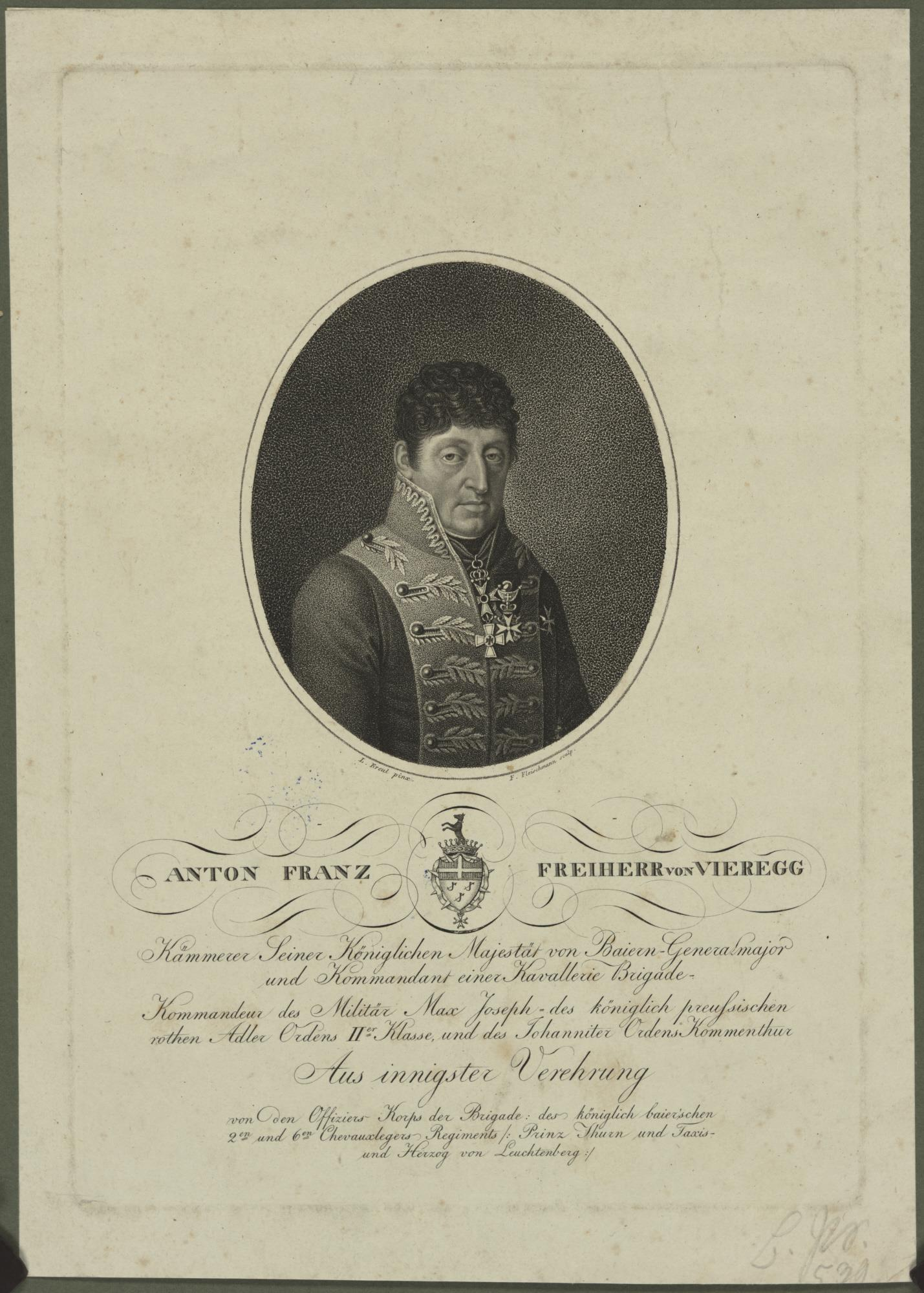
Anton von Vieregg

Anton Freiherr von Vieregg (* 2. September 1755 in Garatshausen; † 5. Mai 1830 in Würzburg) war ein bayerischer Generalleutnant und Kommandeur des Militär-Max-Joseph-Ordens.

## Leben
Anton von Vieregg war der Sohn des kurfürstlich bayerischen Kammerherrn Wolfgang Heinrich Thaddäus Anton Johann Freiherrn von Vieregg von Gerzen in Garatshausen und dessen Gattin Maria Anna Barbara Johanna Walburga, geborene Freiin von Peckenzell.
Er trat im April 1774 als überzähliger Fähnrich in das Kürassier-Regiment „Ysenburg“ ein, wurde zum 24. März 1775 zum Fähnrich und mit dem 1. August 1776 zum Unterlieutenant im Dragoner-Regiment „Graf La Rosée“ befördert. 1780 hielt sich Vieregg, der Komtur des Souveränen Malteserordens war, für mehrere Jahre in Malta auf. Von dort aus nahm er an den Seefeldzügen gegen Barbaresken und unter anderem 1784 an der Bombardierung Algiers teil.
Nach seiner Rückkehr nach Bayern im Jahre 1785 wurde er wieder in seinem Regiment verwendet, in dem er bereits am 16. Januar 1784 zum Oberleutnant befördert wurde. Durch Formation vom 1. Januar 1790 weiter im 2. Chevaulegers-Regiment „La Rosée“ verwendet, war er Teilnehmer der beiden Eskadronen, die zur Belagerung von Mainz (1793) ausrückten. In diesem und darauf folgendem Jahr focht er im Feldzug gegen Frankreich, währenddessen er am 14. Mai 1794 zum Rittmeister befördert wurde. Im Kontingentsrapport vom 23. Dezember 1794 wurde er für sein Verhalten vor Kaiserslautern ausdrücklich gelobt und mit kurfürstlichen Reskript vom 19. Februar 1795 mit dem Militär-Ehrenzeichen ausgezeichnet. Am 22. Januar 1797 erfolgte die Beförderung zum Major im 2. Dragoner-Regiment „Taxis“. Im April 1800 zog Freiherr von Vieregg mit dem kombinierten Chevaulegers-Regiment ins Feld, kehrte jedoch nach seiner Beförderung zum Oberstlieutenant (2. Mai 1801) wieder zu seinem Dragoner-Regiment „Taxis“ zurück. Mit dem 27. September 1805 wurde er zum Oberst sowie Kommandanten des 1. Dragoner-Regiments „Minucci“  ernannt und führte es – der Brigade des Generalmajors Nutius von Minucci unterstellt – 1805 gegen Österreich. Hierfür wurde ihm bei der Stiftung des Militär-Max-Joseph-Ordens am 1. März 1806 das Kommandeurskreuz des Ordens verliehen.
Im Feldzug gegen Preußen 1806/07 führte Vieregg wiederum seine Dragoner und zeichnete sich beim Sturm auf das feindliche Lager bei Glatz gemäß Armeebefehl vom 13. August 1807 besonders aus. Im Feldzug gegen Österreich 1809 kämpfte Vieregg in der 1. Division mit Bravour bei Abensberg (19. April 1809), was im Armeebefehl vom 1. Juni 1809 rühmend erwähnt wurde. Nachdem General Zandt im Gefecht bei Landshut am 21. April 1809 gefallen war, übernahm Vieregg dessen Brigade, bestehend aus dem 1. Dragoner-Regiment sowie dem 1. Chevaulegers-Regiment „Kronprinz“, und wurde am 29. April 1809 zum Generalmajor befördert.
Vieregg nahm 1812 am Feldzug gegen Russland teil. Im Krieg gegen Frankreich 1813/14 kommandierte er die 1. leichte Kavallerie-Brigade (1. Chevaulegers-Regiment, 2. Chevaulegers-Regiment und 7. Chevaulegers-Regiment) bei der 1. Infanterie-Division „Rechberg“ und zeichnete sich mit der Brigade im Besonderen in der Schlacht von Arcis-sur-Aube aus, wofür ihm laut Armeebefehl vom 16. Juli 1814 der preußische Rote Adlerorden 2. Klasse mit Eichenlaub verliehen wurde. Im Feldzug 1815 führte Vieregg die 1. Brigade der 2. Kavallerie-Division „Preysing“, das 1. Husaren- und das 2. Chevaulegers-Regiment.
Mit dem 1. Juni 1822 wurde Freiherr von Vieregg zum Generallieutenant befördert und zum Kommandanten über die 3. Division in Nürnberg ernannt, ihm wurde jedoch stattdessen bereits am 21. Juni 1822 das Kommando über die 4. Division in Würzburg übertragen. Im Juni 1824 wurde ihm nach Vollendung seiner 50-jährigen Dienstzeit gemäß Armeebefehl vom 29. September 1824 das Großkreuz des Verdienstordens der Bayerischen Krone verliehen.

## Ehrungen
Die Fronte IV und V der Festung Ingolstadt erhielten durch Allerhöchste Entschließung vom 26. Januar 1842 den Namen „Vieregg“.